# Moll Davis
Moll Davis (Westminster, London, 1648 körül - 1708) angol színésznő, énekesnő, II. Károly angol király szeretője.

## Életpályája
Mary Davies néven született, 1648 körül, London Westminster nevű kerületében, egyes feltételezések szerint Barkeshire 3. lordjának, Thomas Howardnak a törvénytelen leányaként. Az 1660-as évek elejétől színészkedett a Duke's Theatre Company nevű londoni színházban, Sir William Davenant pártfogoltjaként, ahol nemcsak színdarabokban volt színésznő, hanem énekelt, táncolt és kiváló komika hírében állt. 1667 körül találkozott először II. Károly angol királlyal, akinek szinte azonnal a szeretője lett. Kapcsolatuk során Moll vagyona egyre csak gyarapodott, főleg azután, hogy gyermeket is szült az uralkodónak, egy kislányt, Lady Mary Tudort, 1669-ben. Modorát tekintve Moll igen kapzsi és vulgáris nő volt, ám a király pont az ilyen hölgyeket kedvelte. Moll egy 600 font értékű gyűrűt kapott Károlytól, ami akkoriban igen nagy értékű ékszernek számított. Nem sokkal ezután azonban az uralkodó figyelme már egy másik hölgy felé irányult, aki ugyancsak színésznő volt, s Nell Gwynne-nek hívták, viszont Károly Moll irányában továbbra is igen bőkezű maradt, évi 1000 font járadékot utalt ki neki. 1667-68-ban Károly London Suffolk utca nevű részén biztosított Moll számára egy lakást. Az a negyed igen gazdag, ugyanakkor igen hírhedt is volt.
Sir Peter Lely, a kor Londonjának egyik legfelkapottabb festője 1670 körül megfestette Moll portréját. 1673 októberében Moll egy új házat vásárolt a londoni St. James Square-en a színházigazgató Edward Shaw-tól, 1800 fontért, ahol 1687-ig lakott. A ház háromemeletes volt, négy gyönyörű, díszes ablakkal, két kisebb szobával, néhány hátsó szobával és kandallóval. Az épületet 1847-ben bontották le, hogy helyén egy haditengerész klubot alakíthassanak ki.
1686 decemberében Moll hozzáment a nála 8 évvel fiatalabb James Paisible-hez, egy francia származású zeneszerzőhöz, aki II. Jakab király udvari zenésze volt akkoriban, s aki még a franciaországi száműzetésbe is követte urát, Saint-Germainbe, ám 1693-ban visszatért Angliába, ahol már Stuart Anna hercegnő férjének, György dán hercegnek lett az udvari zenésze. Moll 1708-ban hunyt el, körülbelül 60 éves korában.

## Lánya, Mary
Egyetlen gyermeke, Mary 1687 augusztusában nőül ment Derwentwater 2. earljéhez, Edward Radclyffe-hez, akinek négy gyermeket szült, Jakabot, Ferencet, Károlyt és Máriát. 1705-ben megözvegyült, s újból férjhez ment, ezúttal Henry Graham-hez, Westmorland urához, aki két év múlva meghalt. Néhány hónap múlva ismét oltár elé állt, harmadik férje pedig James Rooke őrnagy lett. Mary 1726. november 5-én, 53 éves korában hunyt el, Párizsban.